# Zweden (volk)
De Zweden (Zweeds: svenskar) zijn een etnische groep die onderdeel is van de Noord-Germaanse volken. Autochtone inwoners van Zweden zijn niet per se Zweden. Er leven in Zweden bijvoorbeeld vele autochtone Zweden die Finse voorouders hebben. De termen autochtoon en allochtoon zijn vooral politiek van aard.

## Definitie
Er is geen eenduidige definitie van de Zweedse etniciteit en daarom wordt bij Zweedse volkstellingen geen poging gedaan om deze etnische groep te tellen.
Over het algemeen rekent men tot de Zweden de personen die deel uitmaken van de Zweedse meerderheidscultuur, of die op een andere manier bij een typisch Zweedse groep horen, die Zweeds als moedertaal spreken, of die door Zweden die deel uitmaken van de meerderheid, als Zweden beschouwd worden. Ook zijn er groepen binnen het land die zichzelf niet als etnische Zweden beschouwen. Een voorbeeld hiervan zijn de Sami.
Behalve de personen die onder deze definitie vallen en die in Zweden wonen, rikssvenskar ("Rijkszweden") genoemd, worden ook inwoners van Finland en Estland die Zweeds als moedertaal hebben tot deze groep gerekend. Deze groepen worden finlandssvenskar en estlandssvenskar genoemd. Ook in het in de 18e eeuw door Zweden gestichte dorp Zmijevka in Oekraïne is er een minderheid die nog steeds een archaïsch Zweeds dialect praat. Deze buiten de huidige Zweedse staat wonende Zweden worden soms östsvenskar (Oost-Zweden) genoemd, in tegenstelling tot de Rijkszweden die dan västsvenskar (West-Zweden) worden genoemd.

## Oorsprong
De Zweden als etnische groep behoren tot de Noord-Germanen, evenals de Noren, Denen en IJslanders. Hun directe voorouders waren bekend als de Noormannen of Vikingen, die rond de jaren 800 tot 1000 de kusten van Europa als plunderaars onveilig maakten, maar ook ijverig handel dreven tot in Byzantium en het Oost-Europese Laagland. Zweedse Vikingen trokken via de rivieren die dit gebied doorsnijden naar de Zwarte Zee en de Kaspische Zee en stichtten mede het Kievse Rijk, een voorloper van het latere Rusland.

## Verspreiding
Zweden wonen vooral in Zweden (9 miljoen) en in de Verenigde Staten (4,4 miljoen mensen van Zweedse origine). Ook zijn er kleine gemeenschappen in Canada (330.000) en Finland (300.000). Tussen 1820 en 1930 emigreerden ongeveer 1,3 miljoen Zweden, toentertijd een derde van de bevolking, naar Noord-Amerika. Met name Minnesota staat bekend als een staat met veel inwoners van Zweedse, of algemener: van Scandinavische, herkomst. Finland is lange tijd van Zweden geweest, waardoor Finland een aanzienlijke Zweedse minderheid had (Zweedstalige Finnen). Na de onafhankelijkheid van Finland zijn veel Zweden geremigreerd naar Zweden.

## Taal
De inheemse taal van de Zweden is het Zweeds, dat behoort tot de Noord-Germaanse talen. Deze gestandaardiseerde taal (Rijkszweeds) is gevormd uit Centraal-Zweedse dialecten.

## Zweedschap en integratie van Zweedse migranten
Recente golven van immigratie hebben in Zweden voor een integratiedebat in Zweden gezorgd. Ook is de vraag gerezen over wat Zweedschap inhoudt. In een Zweeds overheidsrapport wordt verteld hoe men Zweedschap kan hebben: geboorteland, nationaliteit, verwantschap, cultuur/taal en uiterlijk.
Dit is een gevoelig onderwerp in Zweden en het praten over etniciteit kan vooral in de politiek controversieel zijn. Toen minister-president Fredrik Reinfeldt in 2012 het woord "etnische Zweden" in de mond nam, werd hij hevig bekritiseerd.
Het Zweedse Bureau voor de Statistiek (SCB) noteert de etniciteit van haar Zweedse burgers niet, maar naar schatting heeft 20% van de bevolking buitenlandse wortels.
Het toenemende aandeel immigranten binnen de Zweedse bevolking zorgt voor spanningen. Er zijn politici die immigratie willen tegenhouden. De Zweden Democraten vinden migranten een demografische bedreiging en vooral de opkomst van de islam in Zweden baart hen grote zorgen. In recente polls is de meerderheid van de Zweden echter positief over immigranten.

## Bekende Zweden
- ABBA, popgroep, winnaar Eurovisiesongfestival 1974
- Ace of Base, popgroep
- Alcazar (band), discogroep
- Therese Alshammar, zwemster
- Jonas Altberg (Basshunter), dj
- Amon Amarth, band
- Stig Anderson, oprichter van de platenmaatschappij Polar Music International, componist, tekstschrijver, manager van ABBA en medeoprichter van de Polar Studios opnamestudio in Stockholm
- Bibi Andersson, actrice
- Steve Angello, dj (ook bekend van de Swedish House Mafia)
- Svante Arrhenius, chemicus, ontdekker van het broeikaseffect
- Army of Lovers, popgroep
- Avicii, dj
- Axwell, dj (ook bekend van de Swedish House Mafia)
- Magnus Bäckstedt, wielrenner, winnaar Parijs-Roubaix 2004
- Carl Michael Bellman, 18e-eeuws dichter en troubadour
- Robin Bengtsson, zanger
- Ingmar Bergman, cineast
- Ingrid Bergman, actrice
- Kajsa Bergqvist, wereldkampioene hoogspringen
- Folke Bernadotte, diplomaat, graaf en kleinzoon van koning Oscar II van Zweden (vermoord in Jeruzalem in 1948)
- Hans Blix, politicus en voormalig voorzitter van het IAEA
- Björn Borg, tennisser
- The Cardigans, popgroep
- Carl XVI Gustaf van Zweden, koning van Zweden sinds 1973
- Robin Miriam Carlsson, zangeres
- Anders Celsius, astronoom/fysicus
- Eagle-Eye Cherry, zanger
- Neneh Cherry, zangeres
- Stig Dagerman, schrijver
- Karin Dreijer Andersson, zangeres
- Stefan Edberg, tennisser
- Ralf Edström, radioverslaggever en voormalig voetballer. Winnaar van de Guldbollen in 1972 en 1974
- Anita Ekberg (bijnaam "IJsberg"), actrice, fotomodel en sekssymbool in de jaren '50 en '60
- Johan Elmander, voetballer
- Per Olov Enquist, schrijver
- Sven-Göran Eriksson, voetbaltrainer
- Europe, rockgroep uit de jaren tachtig
- Marianne Fredriksson, schrijfster en journaliste
- Marie Fredriksson, zangeres
- Lars Frölander, zwemmer
- Greta Garbo, actrice
- Per Gessle, gitarist, songwriter
- Tomas Gustafson, schaatser
- Carola Häggkvist, zangeres, winnares Eurovisiesongfestival 1991
- Albin Hagström, oprichter van muziekinstrumentenmaker Hagström
- Dag Hammarskjöld, secretaris-generaal van de Verenigde Naties
- Harpo (pseudoniem van Jan Torsten Svensson), zanger
- Ronnie Hellström, doelman van het Zweeds nationaal voetbalelftal van 1968 tot 1980 en 1. FC Kaiserslautern van 1974 tot 1984
- Nils Holgersson, hoofdpersoon in een kinderboek door Selma Lagerlöf
- Stefan Holm, olympisch kampioen hoogspringen
- Melissa Horn, zangeres
- Zlatan Ibrahimović, voetballer
- In Flames, band
- Sebastian Ingrosso, dj (ook bekend van de Swedish House Mafia)
- Eyvind Johnson, schrijver
- Ingvar Kamprad, ondernemer en oprichter van IKEA
- Fredrik Kessiakoff, wielrenner
- Ove Kindvall, voormalig voetballer
- Felix Arvid Ulf Kjellberg, youtuber
- Carolina Klüft, atlete
- Selma Lagerlöf, schrijfster
- Pippi Langkous, hoofdpersoon in een kinderboek van Astrid Lindgren
- Carl Larsson, schilder
- Gustav Larsson, wielrenner, nationaal kampioen tijdrijden 2006 en 2007 en 2e in Peking
- Henrik Larsson, voetbaltrainer en voormalig voetballer
- Stieg Larsson, journalist en schrijver
- Zara Larsson, zangeres
- Zarah Leander, actrice
- Lykke Li, zangeres
- Astrid Lindgren, schrijfster
- Anna Lindh, minister (vermoord in 2003)
- Carl Linnaeus, botanicus
- Fredrik Ljungberg, voetballer
- Jonas Ljungblad, wielrenner, nationaal kampioen 2005 en 2008
- Marcus Ljungqvist, wielrenner
- Tove Lo, zangeres
- Loreen, zangeres, winnares van het Eurovisiesongfestival 2012 en 2023
- Thomas Löfkvist, wielrenner, nationaal kampioen 2006
- Dolph Lundgren acteur
- Yngwie Malmsteen, gitarist
- Henning Mankell, schrijver
- Petra Marklund, zangeres
- Kristian Matsson, zanger
- Markus Näslund, ijshockeyspeler
- Håkan Nesser, schrijver
- Bo Nilsson, componist, musicus en auteur
- Inger Nilsson, kindactrice, speelde de hoofdrol in de verfilming van Pippi Langkous
- Per Nilsson, schrijver
- Alfred Nobel, uitvinder van het dynamiet
- Olaf II van Zweden ("Olof Skötkonung"), koning van Zweden van ca. 995 tot 1022
- Stefan Olsdal, bassist van de band Placebo
- Christian Olsson, atleet
- Anette Olzon, zangeres
- Alexander Östlund, voetballer
- Olof Palme, premier
- Anja Pärson, alpineskiester
- Charlotte Perrelli, zangeres, winnares Eurovisiesongfestival 1999
- Markus Persson, programmeur bij Mojang
- Peter Pohl, schrijver
- Noomi Rapace, actrice
- Rednex, muziekgroep
- Emilia Rydberg, zangeres
- Markus Rosenberg, voetballer
- Roxette, popgroep
- Sabaton, band
- Patrik Sjöberg, atleet
- Maj Sjöwall, schrijfster. Vormde samen met Per Wahlöö schrijfduo van 10 misdaadromans Sjöwall & Wahlöö
- Alexander Skarsgård, acteur
- Johanna Söderberg, zangeres
- Klara Söderberg, zangeres
- Silvia Sommerlath, echtgenote van Carl XVI Gustaf van Zweden en koningin van Zweden sinds 1976
- The Spotnicks, voormalige band
- Ingemar Stenmark, slalomskiër
- August Strindberg, schrijver
- Puma Swede, pornoactrice
- Max von Sydow, acteur en filmregisseur
- Evert Taube, zanger
- Greta Thunberg, klimaatactivist
- Alicia Vikander, actrice
- Per Wahlöö, schrijver. Vormde samen met Maj Sjöwall schrijfduo van 10 misdaadromans Sjöwall & Wahlöö
- Jan-Ove Waldner, tafeltennisser
- Raoul Wallenberg, architect en zakenman, en heeft tussen juli 1944 en januari 1945 als speciale gezant van de Zweedse regering in Hongarije het leven van tienduizenden Joden gered.
- Mats Wilander, tennisspeler
- Margot Wallström, vicevoorzitter van de Europese Commissie
- Yohio, zanger-gitarist
- Måns Zelmerlöw, zanger, winnaar Eurovisiesongfestival 2015
- Pär Zetterberg, voetballer